# Moments (pel·lícula)
Moments és una pel·lícula dramàtica] britànica del 1974 dirigida per Peter Crane i protagonitzada per Keith Michell, Angharad Rees i Bill Fraser. El guió tracta d'un home que ha perdut la seva dona i la seva filla en un accident de cotxe que torna a un hotel on abans havia gaudit de la felicitat.

## Repartiment
- Keith Michell com a Peter Samuelson
- Angharad Rees com a Chrissy
- Bill Fraser com el Sr. Fleming
- Keith Bell com a John
- Jeanette Sterke com a Sra. samuelson
- Donald Hewlett com el Sr. Samuelson
- Valerie Minifie com l'esposa de Peter
- Paul Michell com el jove Peter
- Helena Michell com a amiga de Peter